# Lil Wayne

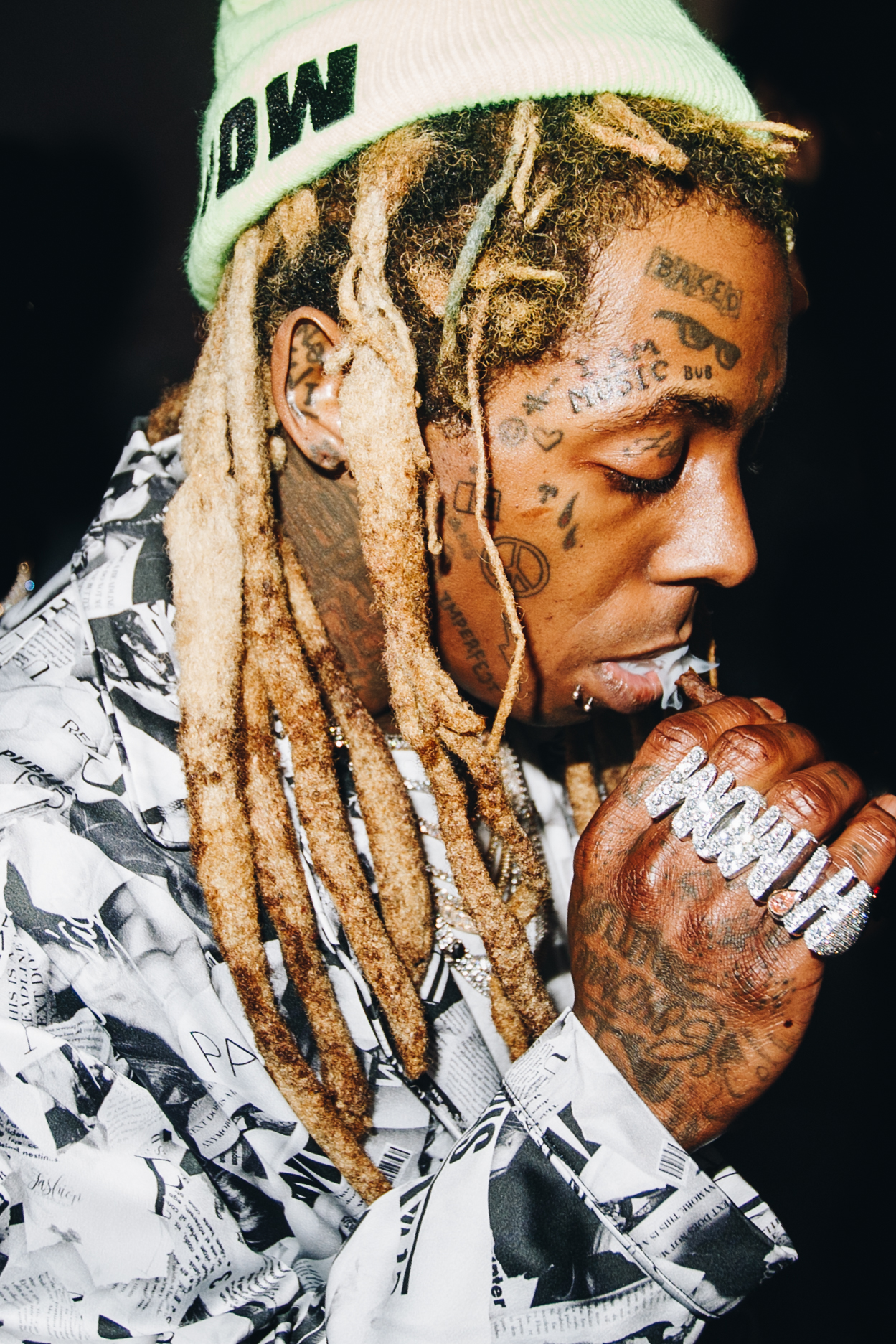
Lil Wayne (2020)

Lil Wayne, auch bekannt als Weezy und Lil Tunechi, (* 27. September 1982 in New Orleans, Louisiana; bürgerlich Dwayne Michael Carter, Jr.) ist ein US-amerikanischer Rapper und Labelgründer von Young Money.

## Leben
Lil Wayne wuchs in armen Verhältnissen in New Orleans auf. Bereits im Alter von 11 Jahren wurde er bei dem Südstaaten-Label Cash Money Records von seinem Ziehvater Birdman unter Vertrag genommen. Er schoss sich als 12-Jähriger bei einem Selbstmordversuch mit einer Pistole in die Brust und schwebte mehrere Monate in Lebensgefahr. Gerettet wurde er von einem nicht im Dienst befindlichen Polizisten. Auf Fragen nach Rassismus in Amerika, entgegnete Lil Wayne mit dieser persönlichen Geschichte, da der Polizist ein Weißer war. Sein Stiefvater, der diesen Unfall zu verantworten hatte, musste dafür eine sechsmonatige Haftstrafe antreten.
Sechs Jahre später bildete Cash Money Records die Gruppe Hot Boys, bestehend aus den Mitgliedern Lil Wayne, B. G., Juvenile und Turk. Die Hot Boys veröffentlichten drei Alben und bereits das erste, Get It How U Live, war in der Hip-Hop-Szene ein großer Erfolg und verkaufte sich 400.000 Mal. Das folgende Album Guerilla Warfare erreichte Platz 5 der US-Albumcharts und erhielt eine Platin-Auszeichnung. Das dritte Album, Let 'Em Burn, verkaufte sich über 500.000 Mal.
2004 veröffentlichte Lil Wayne das Album Tha Carter und die dazugehörige Single Go DJ, womit er auch außerhalb des Dirty South bekannt wurde.
Im Dezember 2005 erschien der Nachfolger Tha Carter II. Dieses Album brachte Lil Wayne erstmals massig positive Kritik und platzierte sich sehr gut in den US-Charts. Singleauskopplungen des Albums sind Fireman, Hustler Musik und Shooter.
Im Juni 2008 erschien sein Soloalbum Tha Carter III. Die Single Lollipop (featuring Static Major) erschien am 30. Mai 2008. Sowohl das Album als auch die Single erreichten Platz 1 der jeweiligen US-Charts. Beide brachten ihm erstmals auch Erfolg im Ausland und konnten sich auch in den europäischen Hitparaden platzieren. Als Songwriter für Lollipop wurde Lil Wayne gemeinsam mit Stephen Garrett, Darius Harrison, Jim Jonsin und Rex Zamor mit dem Grammy Award for Best Rap Song ausgezeichnet.
Im Jahr 2009 erschien mit der Pop-Ikone Madonna das Lied Revolver für das Celebration-Album von ihr. Dort unterstützte er sie als featured artist.
2010 erschien sein siebtes Studioalbum Rebirth. Auf dem Album, das in der Standard-Ausgabe 12 und in der Deluxe-Ausgabe 14 Songs beinhaltet, sind bekannte Künstler wie Eminem, Kevin Rudolf oder auch Travis Barker vertreten. Des Weiteren sind mit Nicki Minaj und Shanell auch Künstler aus seinem Label Young Money Entertainment auf dem Album zu hören. Rebirth stieg mit 176.000 verkauften Exemplaren auf Platz 2 der Billboard 200 ein.

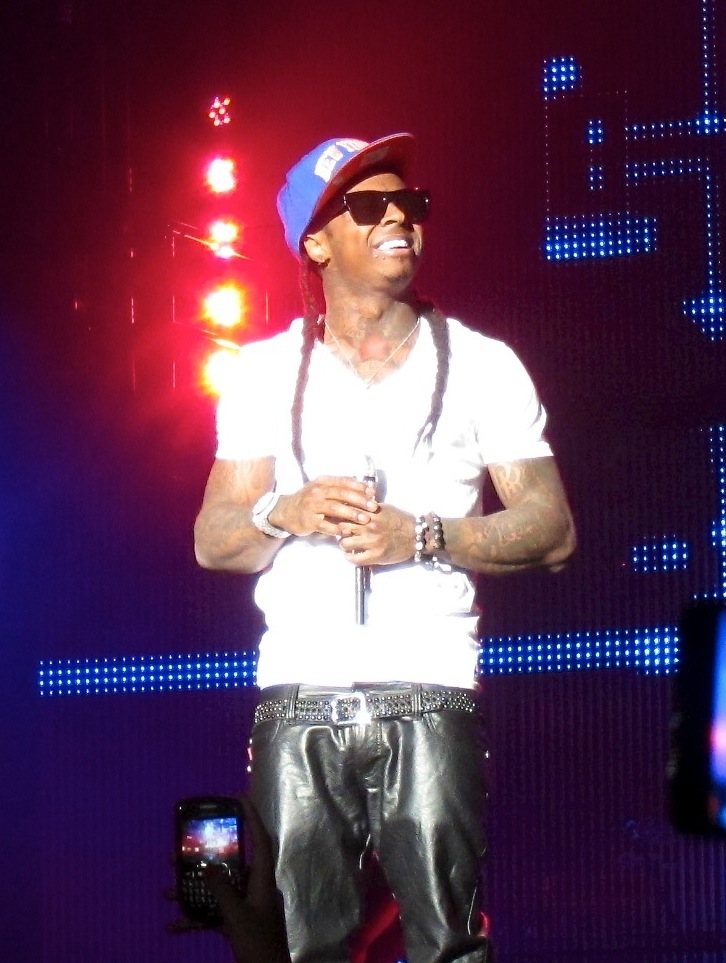
Lil Wayne (2011)

Noch im selben Jahr erschien das Album I Am Not A Human Being, das musikalisch wieder seiner bisherigen Musik entsprach. In der Zeit zwischen dem Release des Albums Rebirth und I Am Not A Human Being musste Lil Wayne eine achtmonatige Haftstrafe antreten. Vor dem Haftantritt ist dieses Album bereits aufgenommen worden. Grund für Waynes Haftantritt war eine Untersuchung seines Tourbusses im Jahre 2007, bei der neben Marihuana auch eine geladene Waffe gefunden wurde. Am 8. März 2010 musste er dann die Strafe antreten. I Am Not A Human Being erschien im Oktober und als Featuregäste sind in erster Linie seine Young-Money-Kollegen vertreten. Darunter fiel auch Drake, mit dem es Pläne für ein Kollaborationsalbum zwischen den beiden Künstlern gab. Bisher ist jedoch nichts erschienen.
Im Jahr 2011 erschien Lil Waynes Tha Carter IV. Die „Deluxe Edition“ enthält 18 Titel. Als Featuregäste sind unter anderem Rick Ross, Drake, Jadakiss, Bruno Mars und T-Pain zu hören. Das Album erreichte ebenso wie Tha Carter III die Spitze der Billboard 200. Laut einer Ankündigung von Labelboss Birdman sollten die Alben Rebirth, We Are Young Money und Tha Carter IV zusammen am 15. Dezember 2009 erscheinen. Der extrem verspätete Termin für Tha Carter IV soll laut Aussagen von Mack Maine am „Perfektionieren“ des Albums gelegen haben. In diesem Jahr verzeichnete er Einnahmen von mehr als 23 Millionen USD.
2013 erschien der zweite Teil von I Am Not A Human Being. Auf dem Album sind unter anderem Future, Drake, Nicki Minaj und 2 Chainz zu hören. Das Albumcover wurde vom Rapper Kanye West entworfen und stellt eine Rote Motte dar. Es ist Lil Waynes zehntes Studioalbum und enthält in der „Deluxe Edition“ 17 Titel. Ursprünglich sollte das Album im Herbst 2012 erscheinen, dann im Februar 2013 und schließlich erschien es am 26. März 2013. Für sein Werk wurde ungenutztes Material aus den Arbeiten seiner Carter 3 und Carter 4 Projekte genutzt.
Anfang 2014 wurde sein vermutlich letztes Studioalbum Tha Carter 5 angekündigt, jedoch wurde der Termin mehrmals verschoben. Detaillierte Informationen, weshalb die Termine immer weiter verschoben werden, gibt es nicht. Im Februar 2015 wurde dann bekannt, dass sich Lil Wayne mit seinem Ex-Mentor Birdman schon länger nicht mehr gut verstanden hat und dass er das Label verlassen möchte. Statt seines lang erwarteten Albums brachte er im Februar ein kostenfreies Mixtape mit dem Namen Sorry for the Wait 2 heraus.
Im September 2016 gab der Rapper auf Twitter bekannt, dass es ihm zu viel werde und er nun seine Karriere beenden möchte.
Einige Tage später veröffentlichte er seine neue Single Grateful, worin es ausschließlich um Birdman und Cash Money Records geht.
Im Februar 2020 nahm Lil Wayne als Robot an der dritten Staffel des US-amerikanischen Ablegers von The Masked Singer teil, in der er als erster Teilnehmer ausschied.
Am 23. Dezember 2019 wurde er in Florida im Besitz einer geladenen Schusswaffe angetroffen. Aufgrund seiner einschlägigen Vorstrafe drohten ihm dafür bis zu 10 Jahre Haft. Am 19. Januar 2021 wurde er von Donald Trump begnadigt.

## Diskografie
Studioalben

| Jahr | Titel Musiklabel                                               | Höchstplatzierung, Gesamtwochen, AuszeichnungChartplatzierungen (Jahr, Titel, Musiklabel, Platzierungen, Wochen, Auszeichnungen, Anmerkungen) | Höchstplatzierung, Gesamtwochen, AuszeichnungChartplatzierungen (Jahr, Titel, Musiklabel, Platzierungen, Wochen, Auszeichnungen, Anmerkungen) | Höchstplatzierung, Gesamtwochen, AuszeichnungChartplatzierungen (Jahr, Titel, Musiklabel, Platzierungen, Wochen, Auszeichnungen, Anmerkungen) | Höchstplatzierung, Gesamtwochen, AuszeichnungChartplatzierungen (Jahr, Titel, Musiklabel, Platzierungen, Wochen, Auszeichnungen, Anmerkungen) | Höchstplatzierung, Gesamtwochen, AuszeichnungChartplatzierungen (Jahr, Titel, Musiklabel, Platzierungen, Wochen, Auszeichnungen, Anmerkungen) | Anmerkungen |
| Jahr | Titel Musiklabel                                               | DE | AT | CH | UK | US | Anmerkungen |
| ---- | -------------------------------------------------------------- | --- | --- | --- | --- | --- | --- |
| 1999 | Tha Block Is Hot Cash Money Records (UMG)                      | — | — | — | — | US3 Platin · (26 Wo.)US | Erstveröffentlichung: 2. November 1999 Verkäufe: + 1.830.000                                                   |
| 2000 | Lights Out Cash Money Records (UMG)                            | — | — | — | — | US16 Gold · (40 Wo.)US | Erstveröffentlichung: 19. Dezember 2000 Verkäufe: + 755.000                                                    |
| 2002 | 500 Degreez Cash Money Records (UMG)                           | — | — | — | — | US6 Gold · (14 Wo.)US | Erstveröffentlichung: 23. Juli 2002 Verkäufe: + 631.000                                                        |
| 2004 | Tha Carter Cash Money Records (UMG)                            | — | — | — | — | US5 Platin · (21 Wo.)US | Erstveröffentlichung: 29. Juni 2004 Verkäufe: + 1.020.000                                                      |
| 2005 | Tha Carter II Cash Money Records (UMG)                         | — | — | — | — | US2 ×2Doppelplatin · (23 Wo.)US | Erstveröffentlichung: 6. Dezember 2005 Verkäufe: + 2.000.000                                                   |
| 2008 | Tha Carter III Cash Money Records (UMG)                        | DE29 (9 Wo.)DE | AT66 (3 Wo.)AT | CH17 (17 Wo.)CH | UK23 Gold · (23 Wo.)UK | US1 ×8Achtfachplatin · (273 Wo.)US | Erstveröffentlichung: 10. Juni 2008 Verkäufe: + 8.335.000                                                      |
| 2010 | Rebirth Cash Money Records (UMG)                               | — | — | CH15 (5 Wo.)CH | UK24 (2 Wo.)UK | US2 Platin · (27 Wo.)US | Erstveröffentlichung: 2. Februar 2010 Verkäufe: + 1.030.000                                                    |
| 2010 | I Am Not a Human Being Cash Money Records (UMG)                | DE93 (1 Wo.)DE | — | CH46 (2 Wo.)CH | UK56 (3 Wo.)UK | US1 ×2Doppelplatin · (39 Wo.)US | Erstveröffentlichung: 27. September 2010 Verkäufe: + 2.000.000                                                 |
| 2011 | Tha Carter IV Cash Money Records (UMG)                         | DE13 (3 Wo.)DE | AT34 (2 Wo.)AT | CH9 (6 Wo.)CH | UK8 Gold · (5 Wo.)UK | US1 ×5Fünffachplatin · (66 Wo.)US | Erstveröffentlichung: 29. August 2011 Verkäufe: + 5.125.000                                                    |
| 2013 | I Am Not a Human Being II Cash Money Records (UMG)             | DE70 (2 Wo.)DE | — | CH35 (3 Wo.)CH | UK29 (2 Wo.)UK | US2 ×2Doppelplatin · (27 Wo.)US | Erstveröffentlichung: 25. März 2013 Verkäufe: + 2.040.000                                                      |
| 2015 | FWA (Free Weezy Album) Young Money Entertainment (Young Money) | — | — | — | — | US77 (1 Wo.)US | Erstveröffentlichung: 4. Juli 2015 exklusiv bei Tidal; neue Zusammenstellung: 3. Juli 2020 Verkäufe: + 622.000 |
| 2018 | Tha Carter V Young Money Entertainment (UMG)                   | DE33 (3 Wo.)DE | AT15 (2 Wo.)AT | CH12 (3 Wo.)CH | UK5 Silber · (5 Wo.)UK | US1 ×2Doppelplatin · (81 Wo.)US | Erstveröffentlichung: 28. September 2018 Verkäufe: + 2.067.500                                                 |
| 2020 | Funeral Young Money Entertainment (UMG)                        | — | — | CH29 (1 Wo.)CH | UK61 (1 Wo.)UK | US1 (13 Wo.)US | Erstveröffentlichung: 31. Januar 2020                                                                          |
| 2025 | Tha Carter VI Young Money Entertainment (UMG)                  | DE81 (… Wo.)DE | AT57 (… Wo.)AT | CH39 (… Wo.)CH | — | — | Erstveröffentlichung: 6. Juni 2025                                                                             |